# Holsten Lager International
Holsten Lager International — пригласительный снукерный турнир, проходивший только один раз — в 1979 году в Англии.
Турнир имел необычный формат. В нём участвовали 16 игроков, а матчи начинались с 1/8 финала (система нокаут-раунда). Победитель первого раунда определялся по количеству набранных очков в четырёх фреймах, а второго — в шести фреймах. Полуфинальные матчи и финал состояли из 11 и 21 фрейма соответственно.
На этом турнире произошёл интересный случай — в четвертьфинальном матче между Джоном Спенсером и Клиффом Торбурном Спенсер сделал первый максимальный брейк в официальном соревновании. Но этот брейк не был засчитан в официальный список максимумов, поскольку, во-первых, размер луз стола не соответствовал нормам, а во-вторых, эта игра не транслировалась по телевидению. 
Чемпионом турнира стал Джон Спенсер.

## Победители
| Год  | Место проведения | Победитель   | Финалист   | Спонсор       |
| ---- | ---------------- | ------------ | ---------- | ------------- |
| 1979 | Слау             | Джон Спенсер | Грэм Майлс | Holsten Lager |